# Cửa thổi gió
Cửa thổi giólà một công cụ chẩn đoán được thiết kế để đo lường độ kín khí của các tòa nhà và để giúp xác định vị trí các vị trí rò rỉ không khí. Một cửa thổi gió bao gồm một quạt đã hiệu chuẩn để đo tốc độ dòng không khí, và một thiết bị cảm biến áp lực để đo lường áp suất không khí được tạo ra bởi lưu lượng của quạt. Sự kết hợp của các đo lường áp lực và lưu lượng quạt được sử dụng để xác định độ kín khí của tòa nhà. Độ kín khí của một tòa nhà là hiểu biết hữu ích khi cố gắng gia tăng bảo tồn năng lượng hoặc giảm ô nhiễm không khí trong nhà, hoặc kiểm soát áp lực tòa nhà.

## Sử dụng thử nghiệm cửa thổi gió
Cửa thổi gió có thể được sử dụng trong một loạt các loại thử nghiệm. Chúng bao gồm (nhưng không giới hạn):
- Kiểm tra độ kín không khí cho các tòa nhà dân cư và thương mại
- Kiểm tra các tòa nhà để phù hợp với các tiêu chuẩn hiệu suất năng lượng, chẳng hạn như IECC và ASHRAE.
- Kiểm tra phần bao tòa nhà và khung cửa sổ cho độ kín nước và thâm nhập mưa
- Thử nghiệm duy trì tác nhân sạch của NFPA  (loại thử nghiệm này thường được mô tả như là kiểm tra "quạt cửa" chứ không phải là một kiểm tra cửa thổi gió)
- Kiểm tra rò rỉ đường ống hệ thống sưởi ấm/làm mát không khí cưỡng bức cho cả ống dẫn cung cấp (khí sạch) và ống dẫn hoàn trả (khí thải) có thể được thử nghiệm để xác định và xem bằng cách nào mà chúng bị rò rỉ không khí.

## Các kiểm tra cửa thổi gió làm việc như thế nào
Một hệ thống cửa thổi gió cơ bản bao gồm ba thành phần: một quạt đã hiệu chuẩn, hệ thống khung cửa, bảng điều khiển, và một thiết bị để đo lưu lượng quạt và áp lực tòa nhà. Các quạt của cửa thổi gió được gắn tạm thời vào một ô cửa bên ngoài bằng cách sử dụng hệ thống khung cửa. Các quạt được sử dụng để thổi không khí vào hoặc ra khỏi tòa nhà, mà tạo ra một chênh lệch áp suất nhỏ giữa bên trong và bên ngoài. Sự khác biệt áp suất này ép không khí thông qua tất cả các lỗ và thâm nhập vào phần bao tòa nhà. Các tòa nhà kín hơn (ví dụ như ít lỗ hơn), cần ít không khí hơn từ các quạt của cửa thổi gió để tạo ra một sự thay đổi trong áp lực tòa nhà.
Độ kín khí cửa thổi gió đo được trình bày trong một số định dạng khác nhau, bao gồm nhưng không giới hạn:

### Lưu lượng không khí
CFM50 được định nghĩa là dòng chảy không khí (trong feet khối mỗi phút) cần thiết để tạo ra một 50 - pascal áp lực thay đổi trong phần bao tòa nhà. CFM50 là một trong các phép đo cơ bản nhất của độ kín khí. Đo lưu lượng không khí đôi khi tham chiếu áp lực tòa nhà khác nhau, chẳng hạn như 25 hoặc 75 pascal.

### Không khí thay đổi mỗi giờ ở mức 50 pascal
Để so sánh độ kín khí tương đối của các tòa nhà, nó rất hữu ích để bình thường hóa các phép đo kích thước của tòa nhà. Điều này cho phép so sánh dễ dàng của các tòa nhà kích thước khác nhau với nhau, hoặc để hướng dẫn chương trình. Một trong những cách phổ biến nhất để bình thường hóa độ kín khí tòa nhà là tính toán số lần mỗi giờ tổng khối lượng của bao vây được thay đổi, khi bao vây là đối tượng của một chênh áp 50 - pascal. Để tính toán thay đổi không khí theo mỗi giờ, tổng khối lượng của bao vây là cần thiết thêm vào đo lường CFM50. Cũng còn thường sử dụng diện tích bề mặt bao vây tòa nhà để bình thường hóa các phép đo độ kín khí.
Một áp lực là 50 Pa là bằng 0,2 inch (0,51 cm) của cột nước.

### Diện tích rò rỉ
Cac ước tính diện tích rò rỉ là một cách hữu ích để hình dung kích thước tích lũy của tất cả các rò rỉ hoặc lỗ trong phần bao tòa nhà. Các khu vực rò rỉ được ước tính cũng có thể được sử dụng trong các mô hình xâm nhập để ước tính tỷ lệ xâm nhập tự nhiên (tức là tốc độ không khí thay đổi theo điều kiện thời tiết tự nhiên). Để ước tính chính xác các diện tích rò rỉ, tốt nhất là tiến hành các kiểm tra cửa thổi gió trên một phạm vi rộng của áp lực tòa nhà (ví dụ như 25 Pa đến 50 Pa). Có rất nhiều phương pháp tính toán tiêu chuẩn được sử dụng để tính toán diện tích rò rỉ.

### Khu vực rò rỉ cho mỗi diện tích phần bao
Các ước tính khu vực rò rỉ cũng có thể được bình thường cho kích thước của phần bao tòa nhà đang được thử nghiệm, Ví dụ, Hệ thống Đánh giá Tòa nhà Xanh LEED đã thiết lập một tiêu chuẩn độ kín khí cho các đơn vị chung cư là 1,25 inch vuông (8,1 cm2) diện tích rò rỉ mỗi 100 foot vuông (9,3 m2) diện tích phần bao, để kiểm soát khói thuốc lá giữa các đơn vị. Đây là bằng 0,868 cm²/m² 

## Thử nghiệm tính toàn vẹn phần bao NFPA
Thử nghiệm tính toàn vẹn phần bao NFPA là một loại kiểm tra chuyên ngành thường đo độ kín phòng trong các tòa nhà (mặc dù việc thử nghiệm cả một tòa nhà đôi khi có yêu cầu kiểm tra) được bảo vệ bởi các hệ thống trấn áp lửa bằng tác nhân sạch. Các loại phần bao này thường là các phòng máy chủ có chứa một lượng lớn máy tính và phần cứng điện tử.
Các tiêu chuẩn NFPA cho hiệu chuẩn thiết bị nghiêm ngặt hơn so với các loại thử nghiệm khác, nhưng bất kỳ thiết bị cửa thổi gió hiện đại nào là cũng đủ chính xác để thực hiện kiểm tra tính toàn vẹn phần bao NFPA.
Các tiêu chuẩn NFPA yêu cầu các nhà vận hành cửa quạt gió được đào tạo, nhưng không xác định bản chất hay nguồn gốc của đào tạo này. Không có đào tạo chính thức NFPA có sẵn cho phương pháp kiểm tra tính toàn vẹn phần bao vào thời điểm này.
Kết quả xét nghiệm tính toàn vẹn phần bao NFPA thường được báo cáo trong các hình thức của một "thời gian lưu giữ tác nhân" đại diện cho thời gian mà các phòng sẽ giữ lại các tác nhân ở nồng độ đủ để ngăn chặn một đám cháy. Thời gian lưu giữ khác nhau dựa trên khu vực rò rỉ của phòng, vị trí rò rỉ và các tác nhân sạch cụ thể được sử dụng.